# شهرستان ژووژی
شهرستان ژووژی (به لاتین: Zhouzhi County) یک شهرستان‌های جمهوری خلق چین در چین است که در شی‌آن واقع شده‌است.
 شهرستان ژووژی ۲٬۹۴۵٫۲۰ کیلومتر مربع مساحت و ۵۶۲٬۷۶۸ نفر جمعیت دارد.